# Шоффа, Поль Леон
Леон Поль Шоффа (фр. Léon Paul Choffat; 14 мая 1849, Поррантрюи, Юра — 6 июня 1919, Лиссабон) — швейцарский учёный-геолог и палеонтолог. Основоположник палеонтологии юрского периода и физической географии Португалии. Известен по геологическим работам в Португалии, за свои публикации был удостоен первой Премии Спендиарова (1900).

## Биография
Родился 14 мая 1849 года в Поррантрюи, Юра (кантон), Швейцария.
С 1871 года учился в Федеральной политехнической школе Цюриха, где затем начал свою карьеру в качестве доцента кафедры палеонтологии животных.
Переехал в Лиссабон в 1878 году. Затем поступил на службу в Геологическую комиссию королевства.
Более 40 лет изучал стратиграфию, палеонтологию, гидрогеологию и тектонику Португалии. Составил геологические карты Португалии.
Скончался 6 июня 1919 года в Лиссабоне.

## Публикации
Основные научные труды:
- Étude stratigraphique et paléontologique des terrains jurassiques du Portugal — Le Lias et te Dogger au Nord du Tage (1880)
- Recueil de Monographies stratigraphiques sur le système crétacique da Portugal — 1er. étude — Contrées de Cintra, de Bellas et de Lisbonne (1885)
- Récueil de Monographies Stratigraphiques sur le système crélacique — 2éme. étude — Le crétacique au Nord du Tage (1900).
- Description de la faune jurassique du Portugal; mollusques lamellibranches
- Nouvelles contributions à la flore mésozoïque

## Память
В 1961 году В. Г. Кюне назвал в его честь род мезозойских млекопитающих Paulchoffatia из семейства Paulchoffatiidae, отряд Многобугорчатые.